# Arena Cajueiro
O Estádio Professor Jodilton Souza, conhecido como Arena Cajueiro, é um estádio de futebol localizado em Feira de Santana, no estado da Bahia. É de propriedade do Bahia de Feira.
Recém-inaugurado, no dia 10 de julho de 2018, o equipamento faz parte de um grande empreendimento do clube, que inclui, além do estádio, espaços para comportar as divisões de base e atletas da equipe profissional, academia, salão de jogos e um auditório.
Em 2020, a estrutura foi ampliada. Em 2021, foi finalizada a ampliação do estádio com mais um lance de arquibancada, segundo Thiago Souza, presidente do Conselho Deliberativo do clube, a capacidade está em torno de 7.000 espectadores, depende da analise do corpo de bombeiro e dos outros órgãos competentes.
Em 23 de maio de 2021, foi palco da primeira decisão do Campeonato Baiano realizada somente entre clubes do interior, sagrando-se vencedor o Atlético de Alagoinhas, que venceu o jogo com placar de 3 X 2 sobre o Bahia de Feira.